# Sclerophantis cyanocorys
Sclerophantis cyanocorys är en fjärilsart som beskrevs av Edward Meyrick 1935. Sclerophantis cyanocorys ingår i släktet Sclerophantis och familjen stävmalar. Inga underarter finns listade i Catalogue of Life.